# وادي الجمعة
وادي الجمعة هي إحدى بلديات ولاية عين الدفلى الجزائرية. وهي كذلك اسم لمقر البلدية الواقع في غربها
كانت قديما تابعة إلى بلدية جندل ثم بعد التقسيم الإداري في عهد الرئيس الراحل هواري بومدين ارتقت إلى بلدية باسم قديم للمنطقة المعروف قديما ببني فاطم ثم بعد بناء القرى عرفت ببلدية وادي الجمعة التي تشمل عدة دشر ومن اهمها منطقتين هما.و.مطماطة
وفي سنة 1984 تم تحويل البلدية عنوة إلى مطماطة التي كانت تسمى قديما الريدال نسبة إلى مزرعة معمر مشهور في المنطقة.وهناك بني مركز بلدية واد الجمعة.
يحدها من الشمال بلديتي عين السلطان وبئر ولد خليفة من الجنوب(دراق ولاية المدية) من الشرق بلدية عين الاشياخ ومن الغرب بلديتي برج الأمير خالد وطارق بن زياد
يبلغ عدد سكانها حوالي 10 000 نسمة
هي بلدية فلاحية.